# Vladimir Iourovski
Vladimir Iourovski (en russe : Владимир Михайлович Юровский, Vladimir Mikhaïlovitch Iourovski, plus connu sous sa romanisation allemande Vladimir MichailJurowski) né le 4 avril 1972 à Moscou, est un chef d'orchestre russe installé en Allemagne.

## Biographie

### Famille et formation
Vladimir Jurowski est issu d'une famille de musiciens. Son arrière grand-père, David Semionovitch Blok (1888–1948) est chef d'orchestre, son grand-père, Vladimir Mikhaïlovitch (1915–1972) est compositeur de musique de films et son père, Mikhaïl, est chef d'orchestre. Sa sœur Maria, est pianiste et professeure et son frère cadet, Dmitri, est également chef d'orchestre au Théâtre Bolchoï. Son cousin est le pianiste Denis Matsouïev.
Il commence ses études musicales avec son père, avant d'entrer au Conservatoire de Moscou, où il travaille avec Alexeï Kandiski, Anton Safronov et Lev Guinsburg (direction). À vingt-cinq ans, il est l'assistant de Guennadi Rojdestvenski à l'orchestre de la radio de l'URSS.
En 1989, il s'installe avec sa famille, en République démocratique allemande (RDA) et poursuit ses études à Dresde, avec Colin Davis et à Berlin, à l'Académie de musique Hanns Eisler avec Rolf Reuter, tout en débutant dans les œuvres pour la scène.

### Carrière
Jurowski fait ses débuts internationaux au festival d'opéra de Wexford en Irlande, dans Nuit de mai de Rimski-Korsakov en 1995 et à Covent Garden l'année suivante, dans Nabucco. Il apparaît pour la première fois à l'Opéra de Paris en 1999 dans La Dame de pique et au MET et sur d'autre scènes d'opéra de premier plan, telles que La Scala et La Fenice.
Depuis janvier 2001, il est directeur musical du festival de Glyndebourne (jusqu'en 2013), et en 2004, fait partie des chefs permanents de l'Opéra de Paris. Il dirige de nombreux orchestres en Europe, notamment l'Orchestre de chambre d'Europe, avec qui il donne un concert composé d'œuvres de Strauss et Ravel en 2009 à la Cité de la musique, avec Hélène Grimaud. C'est également avec Hélène Grimaud qu'il a enregistré le 5e concerto pour piano de Beethoven, en 2007 avec la Staatskapelle de Dresde.
Depuis 2001, premier chef invité de l'Orchestre philharmonique de Londres, il est nommé chef d'orchestre principal, en 2007, à la suite de Kurt Masur. Il est également directeur artistique de l'orchestre symphonique de la fédération de Russie à la suite de Ievgueni Svetlanov en 2011.
En septembre 2017, il est nommé chef d'orchestre et directeur artistique de l'Orchestre symphonique de la radio de Berlin à la succession de Marek Janowski.
Depuis 2020, il est le directeur musical du Bayerisches Staatsorchester.
Le 8 septembre 2023, le concert qu'il dirigeait à Lucerne en Suisse, est interrompu par deux jeunes militants écologistes. Alors que le public commence à les huer, il lui ordonne de se taire et de les écouter, menaçant de quitter la salle de concert s'il ne les laisse pas s'exprimer,.

### Distinction
- Docteur honoris causa du Royal College of Music (2016)[6]

## Prix
- 2000 : prix Franco Abbiati de la critique italienne
- 2018 : International Opera Award dans la catégorie « chef d'orchestre »[7].
- 2021 : Médaille d'or de la Royal Philharmonic Society

## Discographie
Vladimir Jurowski enregistre pour Pentatone et LPO live des œuvres de Turnage, Holst, Brahms, Britten, Mahler, Vaughan Williams, Chostakovitch, Zemlinsky, Honegger, Beethoven, Haydn et Rachmaninov.